# HorrorPops
Gli HorrorPops sono un gruppo danese formatosi nel 1996 a Copenaghen.

## Formazione

### Formazione attuale
- Patricia Day - voce e contrabbasso
- Kim Nekroman - chitarra
- Henrik Niedermeier - batteria

### Ex componenti
- Caz the Clash - chitarra (1998 - 2003)
- Karsten - chitarra (2003 - 2004)
- Geoff Kresge - chitarra (2005 - 2006)

## Discografia

### Album studio
- Hell Yeah! (2004)
- Bring It On! (2005)
- Kiss Kiss Kill Kill (2008)

### Apparizioni in compilation
- Punk-O-Rama Vol. 9 (2004)
- Give 'Em the Boot IV (2004)
- Warped Tour 2008 Tour Compilation (2008)